# 海南省司法厅
海南省司法厅是海南省人民政府的组成部门、主管海南省司法行政工作的省级司法行政机关。